# Mannophryne trujillensis
Espèce
Statut de conservation UICN

 EN A2ace; B1ab(i,ii,iii,iv,v)+2ab(ii,iii,iv,v) : En danger
Mannophryne trujillensis est une espèce d'amphibiens de la famille des Aromobatidae.

## Répartition
Cette espèce est endémique de l'État de Trujillo au Venezuela. Elle se rencontre dans la cordillère de Mérida entre 700 et 850 m d'altitude.

## Description
Mannophryne trujillensis mesure de 20 à 23 mm pour les mâles et de 23 à 27,5 mm pour les femelles. Son dos est soit brun, brun foncé (avec ou sans taches claires) ou brun sale. Sa gorge varie du gris ou gris sombre. La partie antérieure de son ventre est jaune intense soit uniforme soit avec du gris voire totalement grise pour certaines femelles. Son ventre est blanc ou grisâtre pour les mâles et jaune ou blanchâtre (ou gris et blanc) pour les femelles.

## Étymologie
Son nom d'espèce, composé de trujill[o] et du suffixe latin -ensis, « qui vit dans, qui habite », lui a été donné en référence au lieu de sa découverte.

## Publication originale
- Vargas Galarce & La Marca, 2006 "2007" : A new species of collared frog (Amphibia: Anura: Aromobatidae: Mannophryne) from the Andes of Trujillo state, Venezuela. Herpetotropicos, vol. 3, no 1, p. 51-57 (texte intégral).